# Этеплирсен
Этеплирсен — лекарственный препарат для лечения мышечной дистрофии Дюшенна. Одобрен для применения: США (2016).

## Механизм действия
Этеплирсен, как касимерсен, вилтоларсен и голодирсен, представляет собой фосфородиамидатный антисмысловой морфолиновый олигонуклеотид.

## Показания
Мышечная дистрофия Дюшенна.

## Способ применения
внутривенная инфузия в течение 1 ч.